# Asingan
Asingan là một đô thị hạng 3 ở tỉnh Pangasinan, Philippines. Theo điều tra dân số năm 2007, đô thị này có dân số 54.092 người trong 10.499 hộ.
Đây là quê hương của tổng thống thứ 12 Philippines Fidel V. Ramos.

## Barangay
Asingan được chia thành 21 barangay.
| - Ariston Este - Ariston Weste - Bantog - Barokoys - Bobonan - Cabalitian - Calepaan - Carosucan Norte - Carosucan Sur - Coldit - Domanpot | - Dupac - Macalong - Palaris - Poblacion East - Poblacion West - San Vicente Este - San Vicente Weste - Sanchez - Sobol - Toboy |